# منتخب أستراليا لهوكي الجليد للناشئين
منتخب أستراليا لهوكي الجليد للناشئين (بالإنجليزية: Australia men's national junior ice hockey team)‏ هو ممثل أستراليا الرسمي في المنافسات الدولية في هوكي الجليد للناشئين
.